# Росијевићи
Росијевићи је насељено мјесто у граду Горажду, Босна и Херцеговина.

## Становништво
|         | 2013.       | 1991.        | 1981.         | 1971.         |
| Укупно  | 29 (100,0%) | 82 (100,0%)  | 110 (100,0%)  | 144 (100,0%)  |
| Бошњаци | 29 (100,0%) | 80 (97,56%)1 | 108 (98,18%)1 | 144 (100,0%)1 |
| Остали  | –           | 2 (2,439%)   | 2 (1,818%)    | –             |

1. 1 На пописима од 1971. до 1991. Бошњаци су пописивани углавном као Муслимани.